# Ferrós
Ferrós é uma aldeia portuguesa, pertencente à Freguesia de Felgueiras, Município de Resende, Distrito de Viseu. Situa-se em plena Serra do Montemuro a 760 m de altitude e possui uma população de 14 habitantes. Nesta aldeia existe uma capela dedicada a São José.

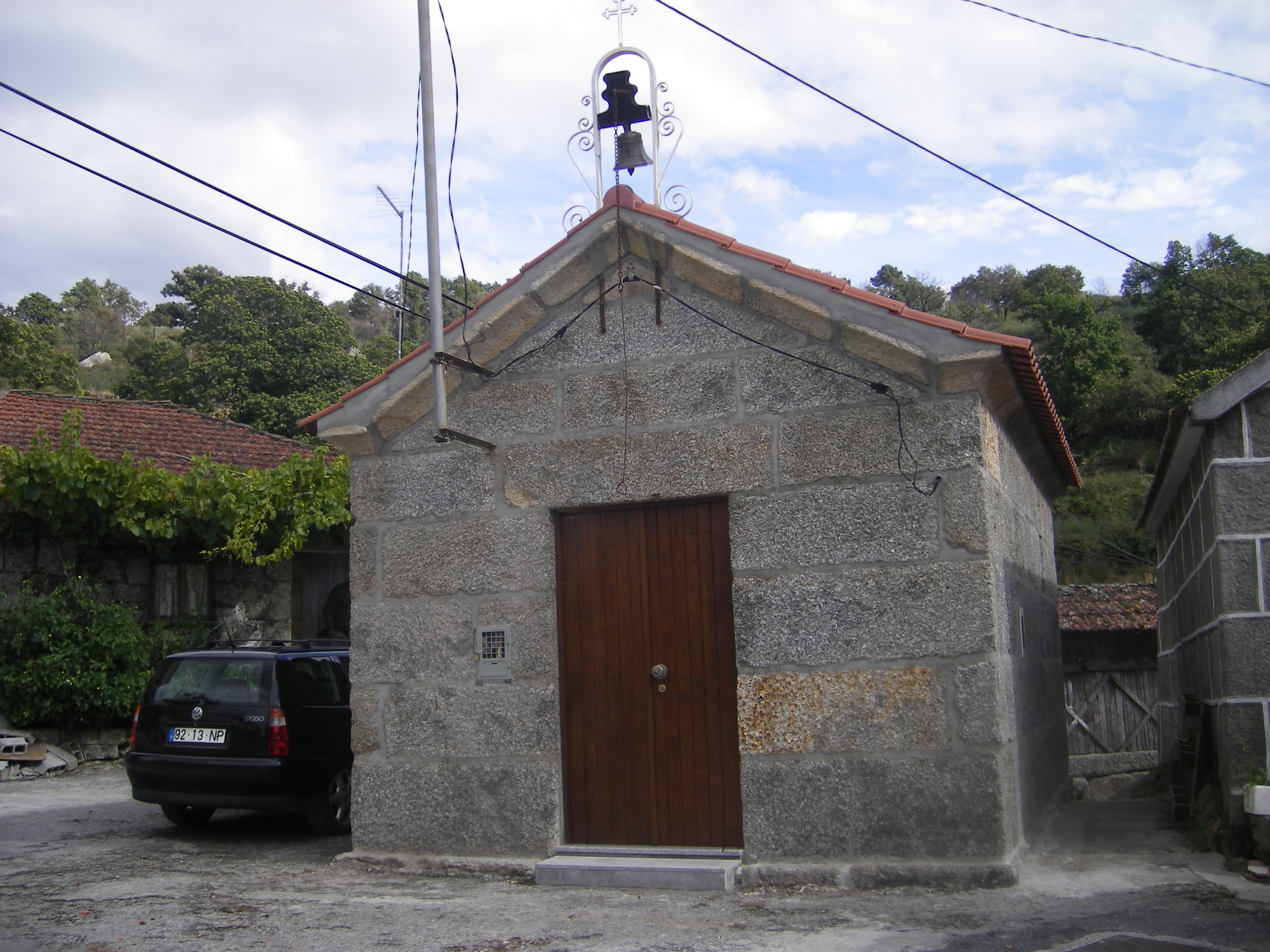
Ferrós (Felgueiras) - Capela de São José
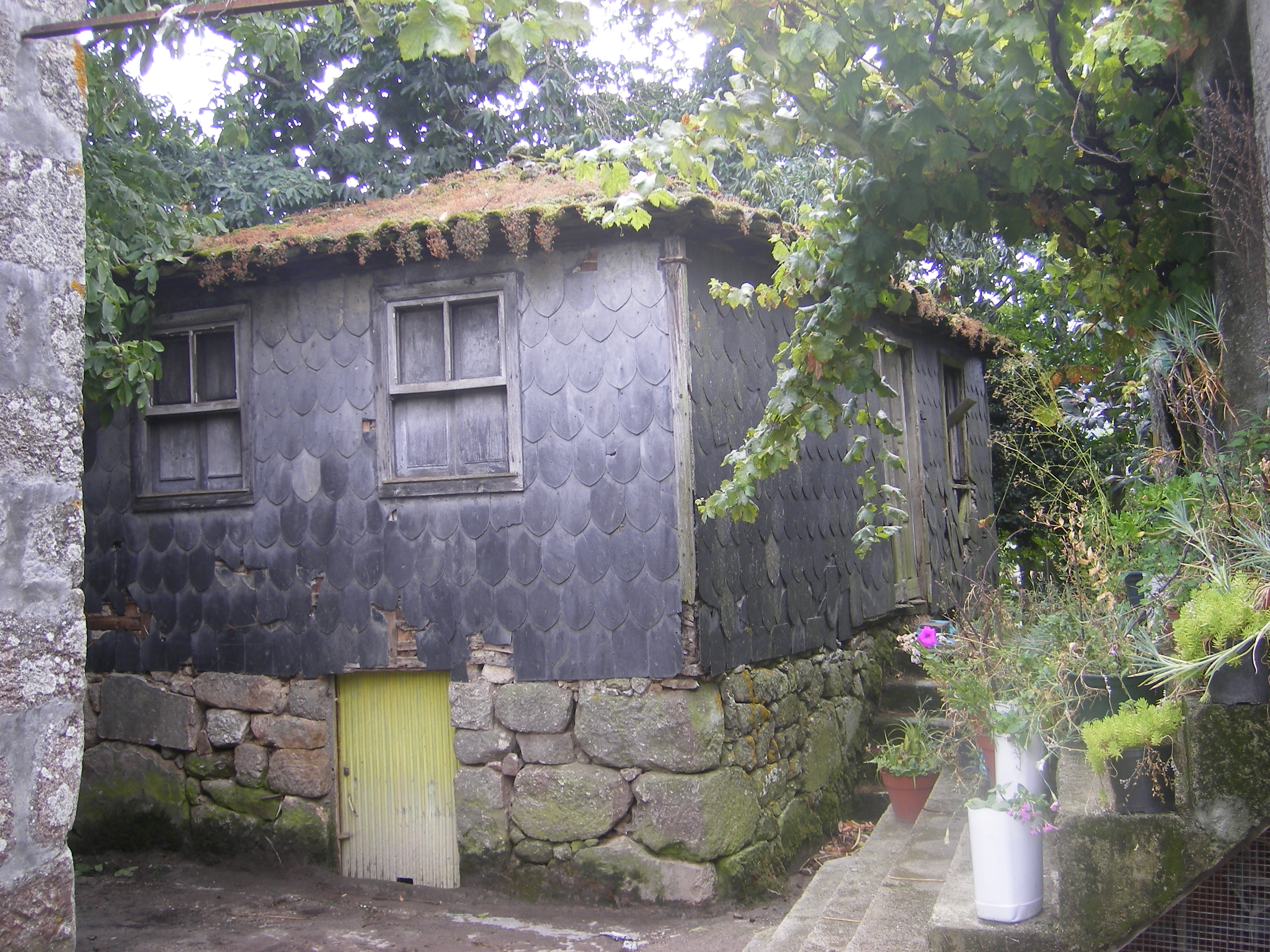
Ferrós (Felgueiras) - Casa revestida de xisto
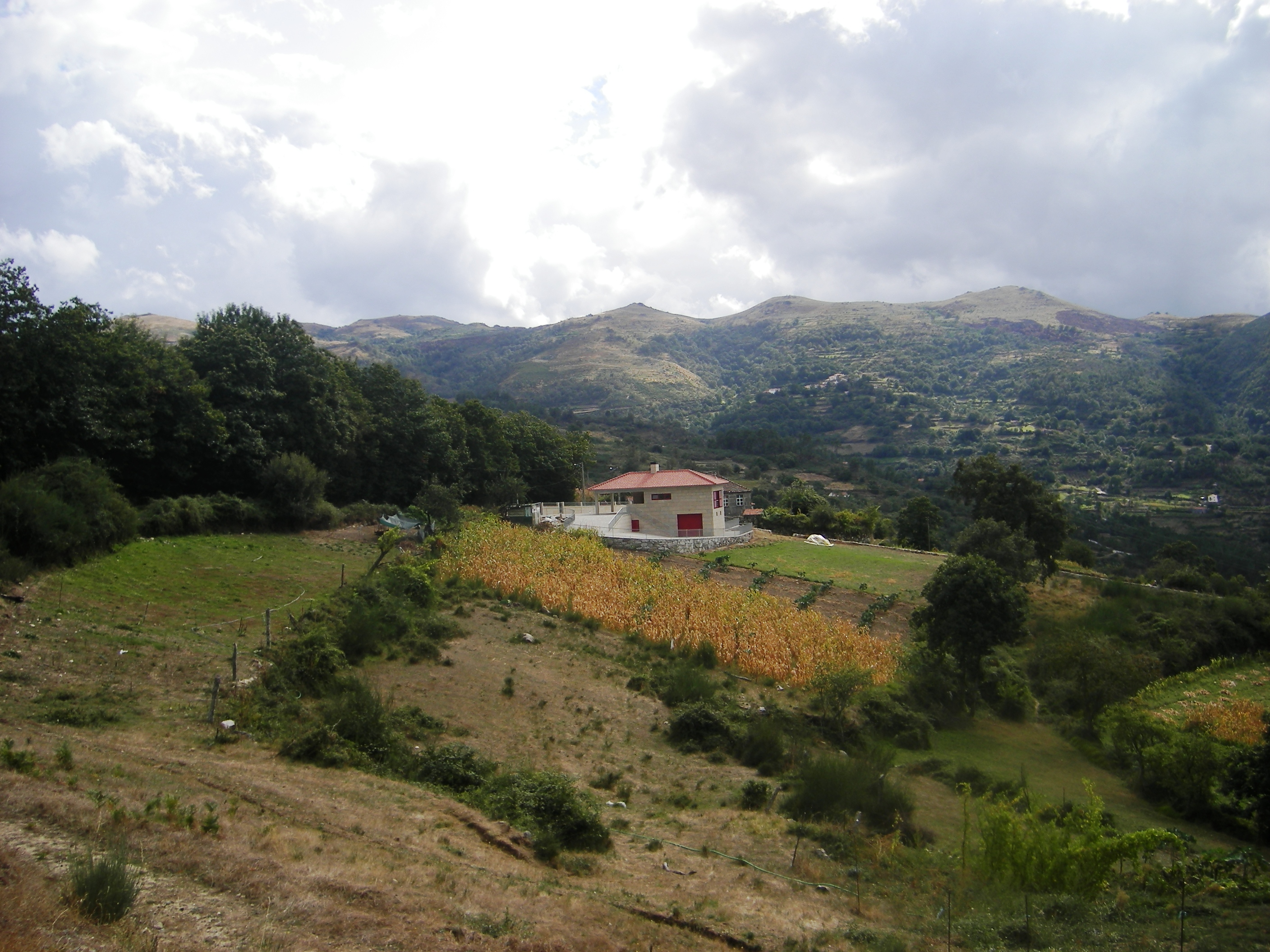
Ferrós (Felgueiras) - Panorama da Povoação
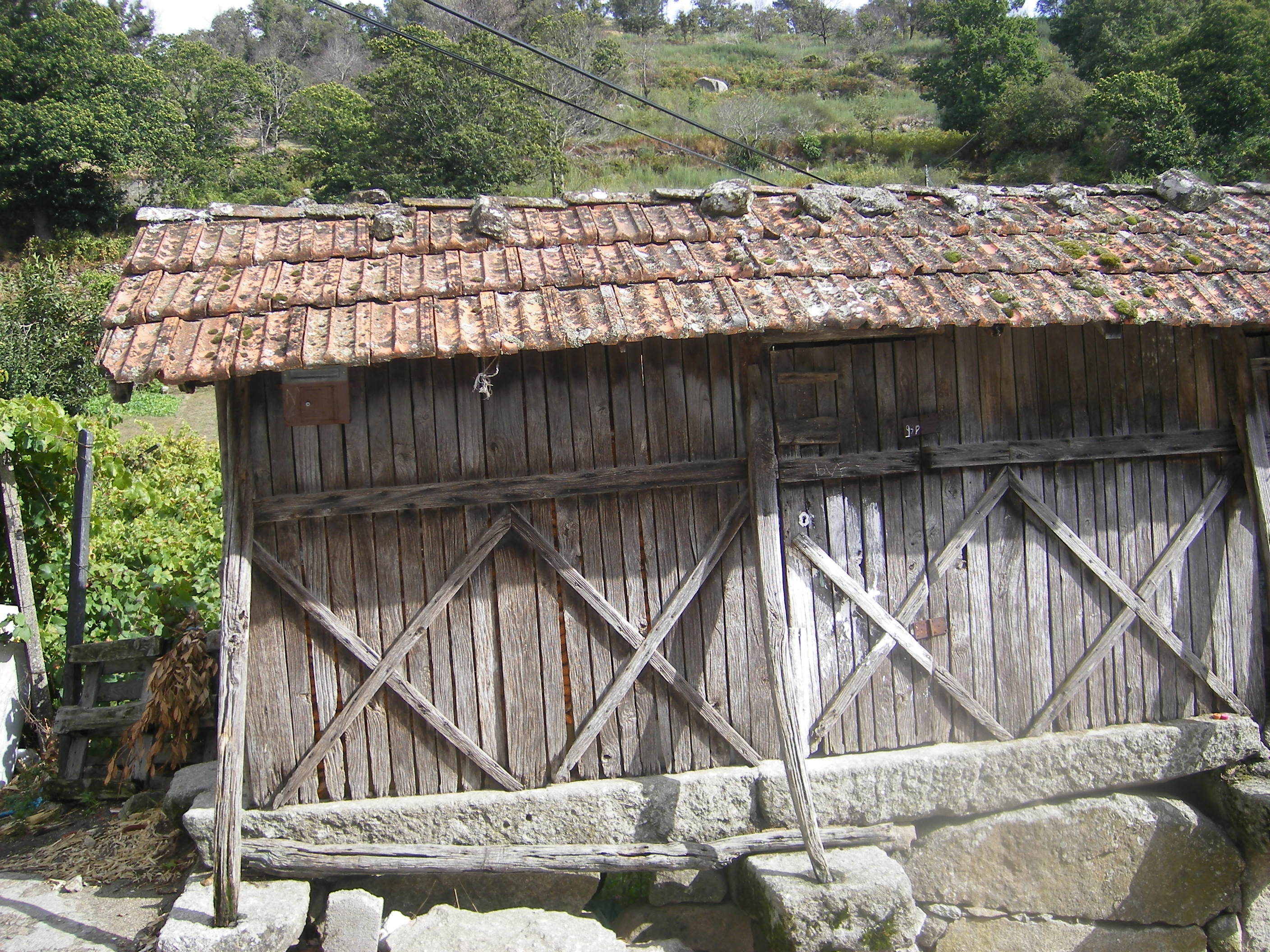
Ferrós (Felgueiras) - Canastro (espigueiro) típico